# حاجب آل مخير

تعديل مصدري - تعديل

حاجب آل مخير هي إحدى قرى عزلة سرار بمديرية سرار التابعة لمحافظة أبين، بلغ تعداد سكانها 93 نسمة حسب تعداد اليمن لعام 2004.